# Clematis bracteolata
Clematis bracteolata är en ranunkelväxtart som beskrevs av Michio Tamura. Clematis bracteolata ingår i släktet klematisar, och familjen ranunkelväxter. Inga underarter finns listade i Catalogue of Life.